# Andrzej Skumiel
Andrzej Jacek Skumiel – polski fizyk i akustyk, profesor nauk fizycznych; specjalizuje się w ultradźwiękowym, magnetycznym i hipertermicznym badaniu cieczy magnetycznych i ferrożeli oraz w elektronice, nauczyciel akademicki Uniwersytetu im. Adama Mickiewicza w Poznaniu.

## Życiorys
Stopień doktorski uzyskał w 1990 na podstawie pracy pt. Badanie wpływu stałego pola elektrycznego na propagację fali ultradźwiękowej w ciekłych dielektrykach (promotorem był prof. Mikołaj Łabowski). Habilitował się w 1999 na podstawie oceny dorobku naukowego i rozprawy pt. Wpływ pola magnetycznego na akustyczne właściwości cieczy magnetycznej. Tytuł naukowy profesora nauk fizycznych został mu nadany w 2014 roku. Na macierzystym Wydziale Fizyki UAM pracuje jako profesor nadzwyczajny i kierownik w Zakładzie Akustyki Molekularnej Instytutu Akustyki. Prowadzi zajęcia m.in. z elektroniki, ultradźwięków w medycynie i technice oraz audioelektroniki.
Jest członkiem Polskiego Towarzystwa Akustycznego. Swoje prace publikował m.in. w "International Journal of Thermophysics", "Journal of Magnetism and Magnetic Materials" oraz "Archives of Acoustics"